# Llum de la lluna

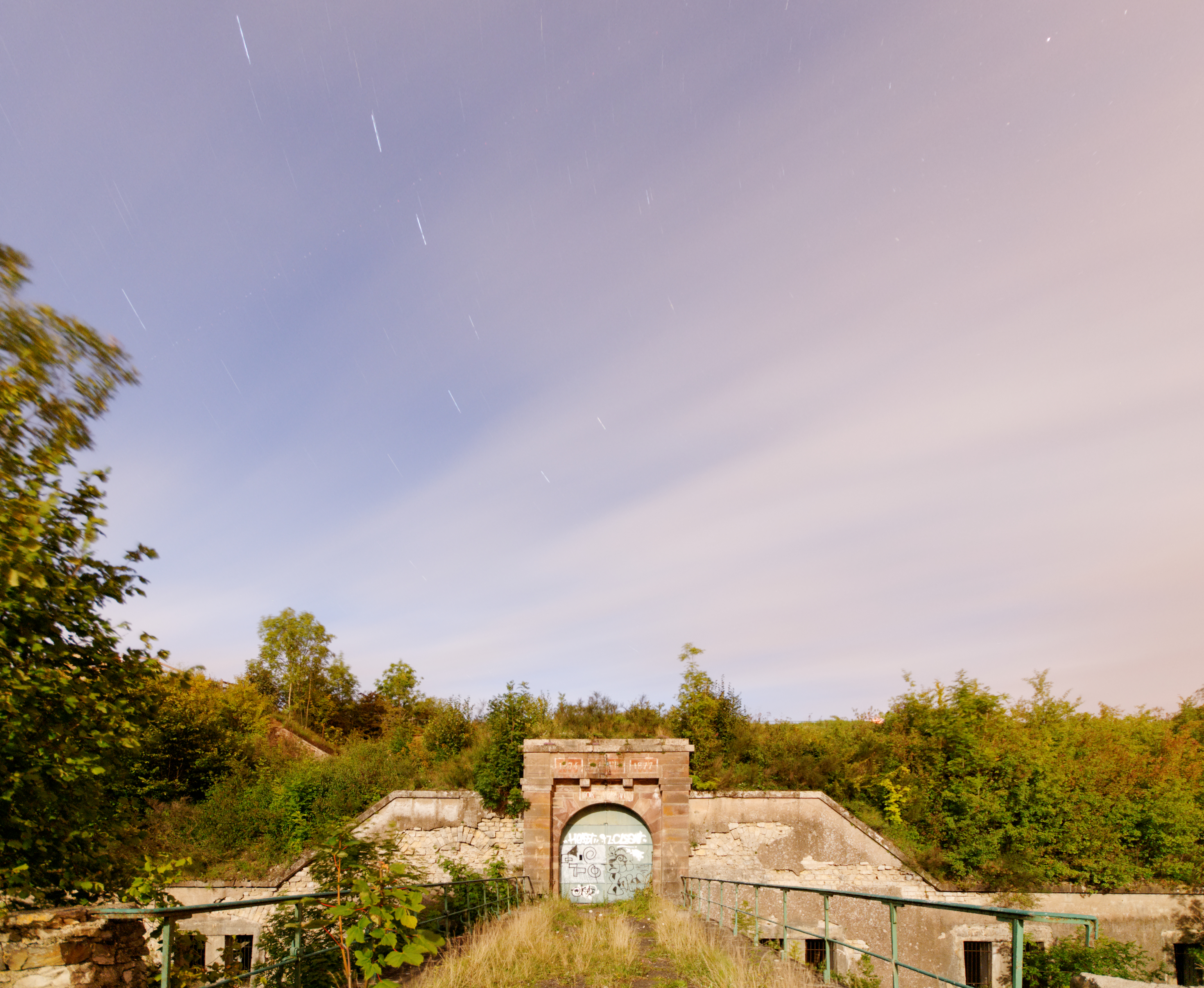
Una fotografia presa amb la llum de la lluna amb un temps d'exposició de deu minuts.

La llum de la lluna és la llum que arriba a la Terra des de la Lluna, consistent principalment en llum solar, com també la llum de les estrelles i la llum terrestre reflectida per aquelles porcions de la seva superfície que xoca la llum del sol.
Com que la superfície lunar absorbeix el 93% de la llum que rep del sol, la llum de la lluna és bastant feble. No obstant això, donada la proximitat de la Lluna, aquesta llum permet orientar-se, i fins i tot, fotografiar el paisatge (com la imatge de la dreta). Per als astrònoms té un efecte nefast, ja que les partícules que es troben en suspensió a l'aire, en ser il·luminades per la Lluna, provoquen una resplendor del cel que difumina les plaques fotogràfiques durant les exposicions perllongades.

## Observació
La Terra és per a la Lluna el que aquesta per a nosaltres, pel que concerneix la il·luminació de tots dos discos, però les fases són inverses per a dos hipotètics observadors situats en tots dos astres. Així, quan nosaltres veiem la lluna plena, amb tot el disc lunar il·luminat, i amb la màxima intensitat de la llum de la lluna, l'hemisferi del nostre planeta dirigit cap a la Lluna no rep cap llum del Sol (per al presumpte observador lunar és la fase de la "Terra Nova") i el disc terrestre amb prou feines representa una feble resplendor. Inversament, durant el noviluni, quan l'hemisferi lunar visible de la Terra no rep llum solar, l'hemisferi terrestre tornat cap a la Lluna es troba il·luminat pel Sol i reflecteix cap al nostre satèl·lit bastanta llum com perquè en la superfície lunar la il·luminació sigui comparable a la llum crepuscular d'un vespre terrestre.

## Il·luminació
La intensitat de la llum lunar varia enormement en funció del cicle lunar, però fins i tot una lluna plena típicament proveeix una il·luminació amb prou feines d'uns 0,1 lux. Quan la lluna és vista des d'una gran altura en latituds tropicals, l'emitància lluminosa pot aconseguir els 0,26 lux. Així, la llum d'una lluna plena és prop d'un milió de vegades més feble que el Sol.
El color de la llum de la lluna, particularment prop d'una lluna plena, apareix blavosa a l'ull humà comparada amb la majoria de les fonts lumíniques artificials. Això es deu a l'efecte Purkinje, que fa que, a baixos nivells d'il·luminació, la sensibilitat de luminància màxima de l'ull humà tendeix a desplaçar-se cap a l'extrem blau de l'espectre de colors. En conseqüència, la llum no està en realitat tenyida de blau, i encara que la lluna es denomina sovint com a "platejada", no té una qualitat inherentment platejada. L'albedo de la Lluna és de 0,136, el que significa que només un 13,6% de la llum solar incident en la Lluna es reflecteixi.

## Altres casos
El fenomen lunar és similar a l'apreciable respecte d'altres cossos celestes. La llum de la Terra, per exemple, és visible des del nostre planeta en forma de llum cendrosa. Menys conegut és la llum de Venus, planeta que aconsegueix el seu lluentor màxim al moment en què el seu diàmetre aparent és de 40" i que l'amplària de les seves banyes és de 10" solament. En aquestes condicions, i en una nit sense Lluna, la llum de Venus provoca certa resplendor en el nostre cel i prou perquè els objectes donin ombres perceptibles; fins i tot es poden obtenir fotografies a contrallum amb exposicions d'uns quants minuts.

## Llum de la lluna en l'art

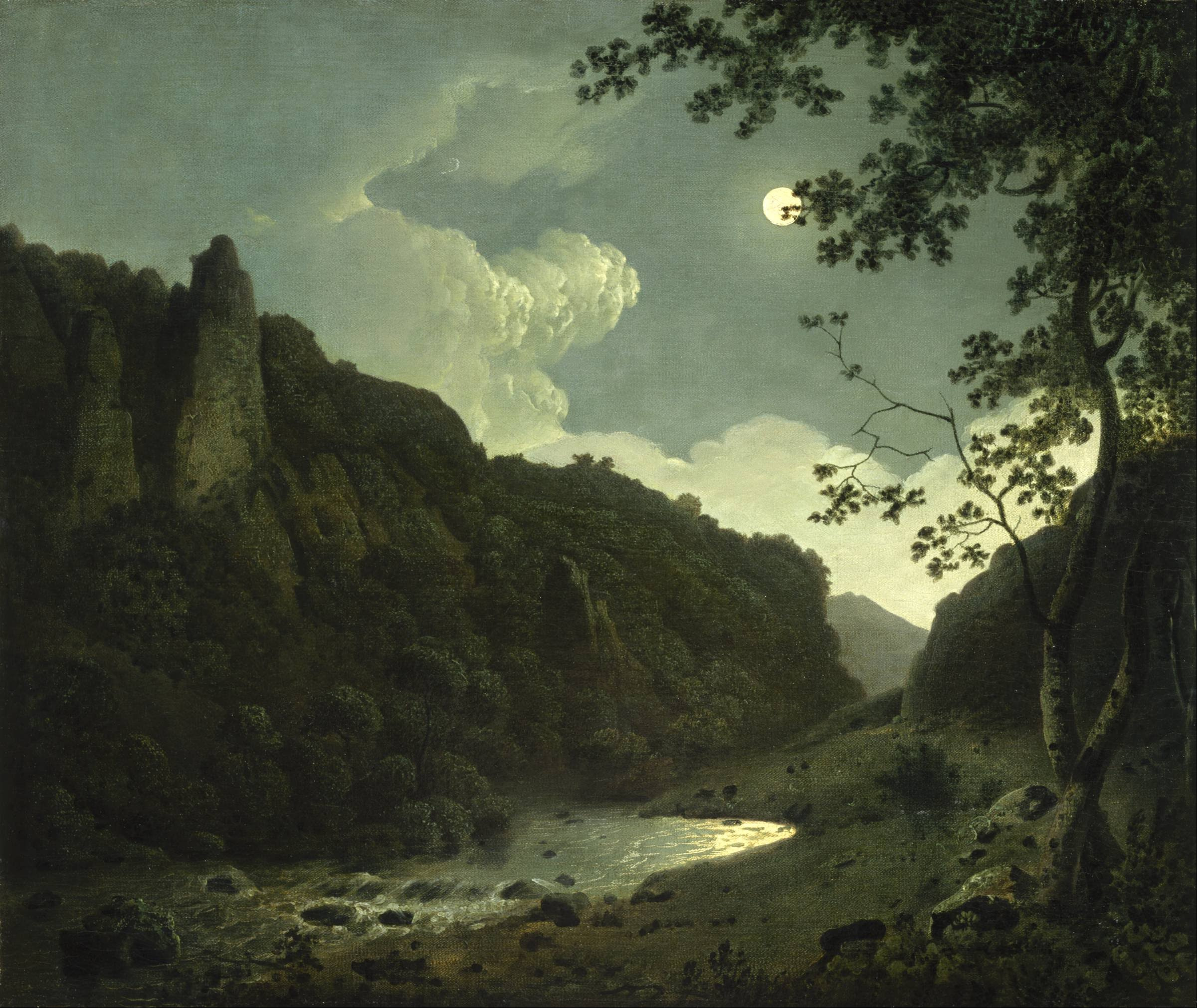
Dovedale by Moonlight, de Joseph Wright
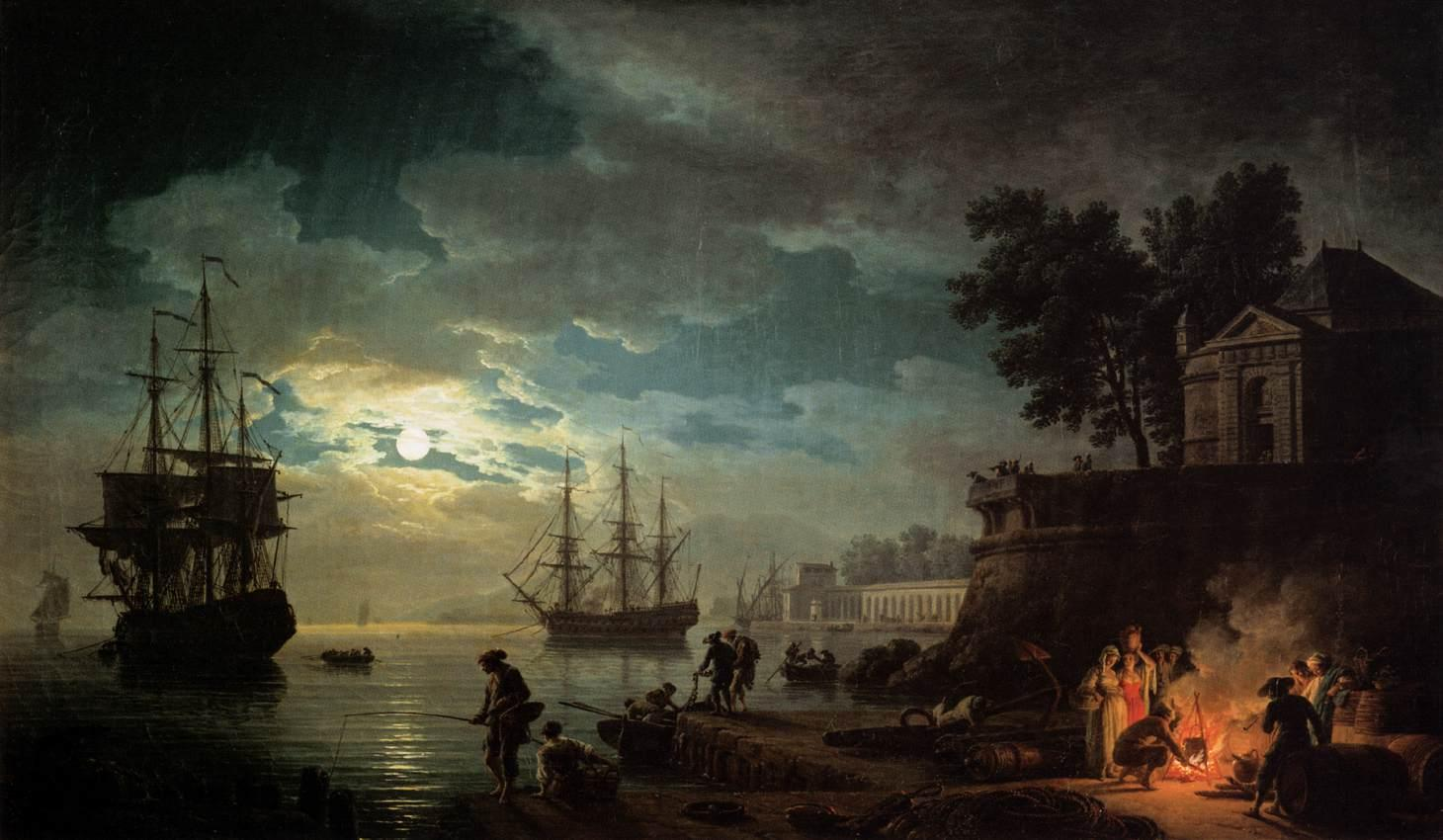
Seaport by Moonlight de Claude Joseph Vernet
La nit estelada de Vincent van Gogh
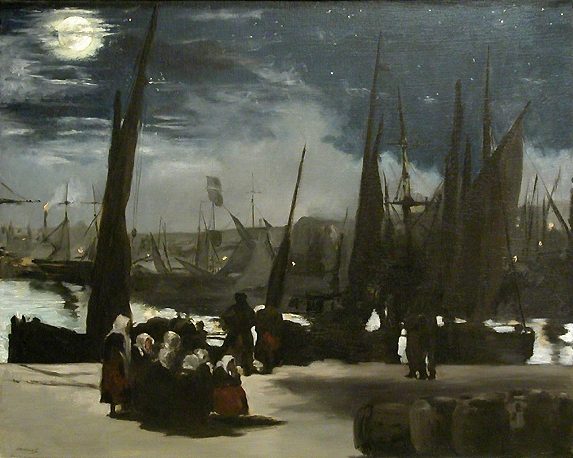
Clair de lune sur le port de Boulogne - Port de Bolonya a la llum de la lluna, d'Édouard Manet